# 阿爾察赫駐外機構列表

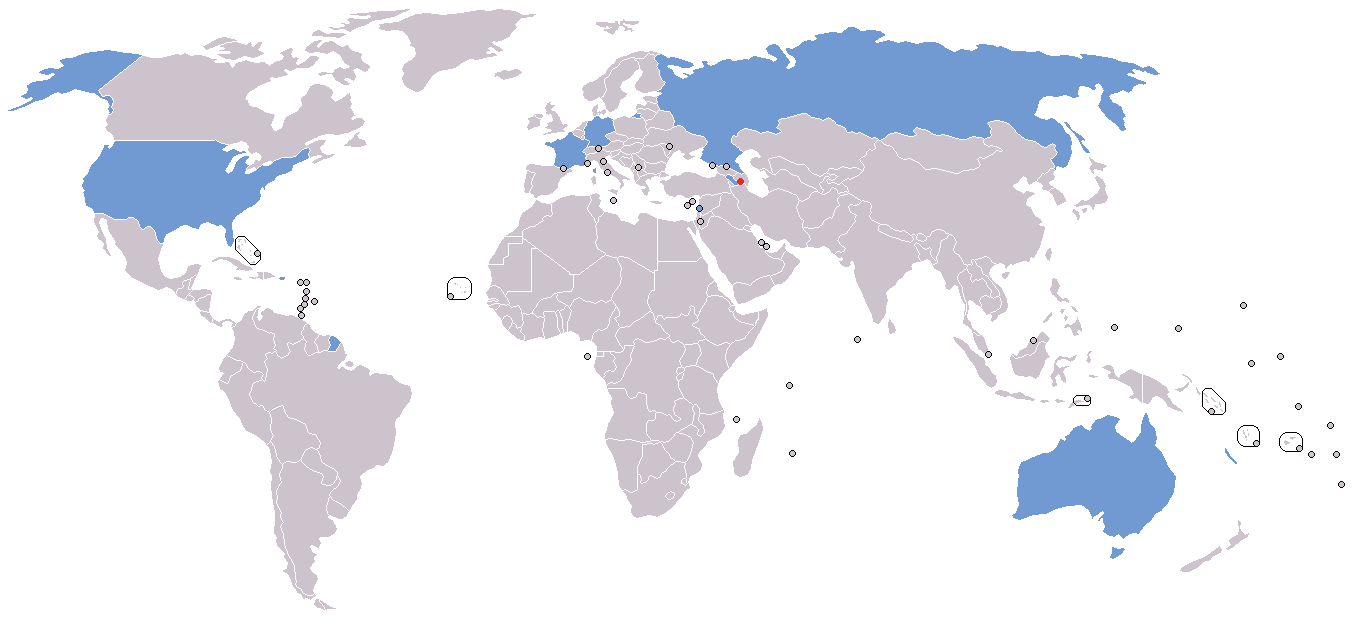
阿尔察赫駐外代表处

阿尔察赫是高加索地区事实上的独立共和国，只有仅为三个非联合国会员国家承认，全世界大部分国家和地区都将阿尔察赫视为阿塞拜疆的一部分，尽管如此，阿尔察赫在外设有多个代表处。

## 北美
- 美国
  - 华盛顿特区（代表处） [1]
    - 包含领区 加拿大[2]

## 欧洲
- 亞美尼亞
  - 叶里温（代表处） [3]
- 法國
  - 巴黎（代表处） [2]
- 德国
  - 柏林（代表处） [4]
- 俄羅斯
  - 莫斯科（代表处） [2]

## 亚洲
- 黎巴嫩
  - 贝鲁特（代表处，还负责其他中东国家） [2]

## 大洋洲
- - 悉尼（代表处） [2]